# Diskursens ordning
Diskursens ordning (franska originalets titel: L'Ordre du discours) är den franske filosofen och idéhistorikern Michel Foucaults installationsföreläsning som professor vid Collège de France den 2 december 1970. Föreläsningen utgavs i bokform av Éditions Gallimard året därpå. En svensk översättning av Mats Rosengren publicerades år 1993.
År 1970 utnämndes Foucault till professor i tankesystemens historia vid Collège de France i Paris. Den 2 december detta år höll han sin installationsföreläsning L'Ordre du discours, som avhandlar själva den rådande diskursens väsen. Foucault använder termen discours för den praktik som frambringar en viss typ av yttranden – tal eller anföranden – inom till exempel medicinvetenskap, naturhistoria och nationalekonomi. Foucault hävdar att diskursen inom ett givet ämne alltid är organiserad och kontrollerad. Han menar att det i diskursen finns inbyggda begränsningssystem som det förbjudna eller det tabubelagda (man kan eller får inte säga allting). I denna föreläsning uppmanar Foucault till en omvälvning av diskursens ordning, det vill säga att bryta mot den begränsning som finns i diskursens ordning. Han vill återge oordningen dess obegränsade rättigheter. 